# Michaił Iskricki

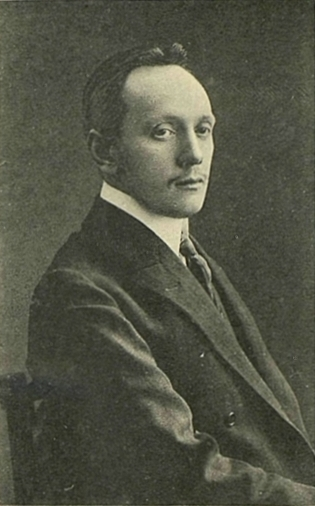
Michaił Andriejewicz Iskricki

Michaił Andriejewicz Iskricki, ros. Михаил Андреевич Искрицкий (ur. 18 czerwca 1873 r. w Czernihowie, zm. 10 marca 1931 r. w Marsylii) – rosyjski działacz państwowy, deputowany Dumy Państwowej, działacz emigracyjny.
W 1895 r. ukończył imperatorską szkołę prawa w Sankt Petersburgu, po czym otrzymał pracę w ministerstwie sprawiedliwości. Objął funkcję sekretarza sądu okręgowego i śledczego sądowego wileńskiego okręgu sądowego. W 1898 r. zamieszkał w rodzinnym majątku ziemskim w Surażu. W tym samym roku został wybrany surażskim ujezdnym marszałkiem szlachty i jednocześnie sędzią pokoju ujezdu surażskiego. W 1907 r. został delegatem ziemstwa czernichowskiego na wszechziemski zjazd. W tym samym roku wybrano go członkiem II Dumy Państwowej, zaś w październiku III Dumy Państwowej. Wchodził w skład frakcji „Związek 17 października”. Objął funkcję sekretarza Dumy. Działał w kilku komisjach, w tym komisji do spraw samorządu terytorialnego. W 1914 r. otrzymał tytuł faktycznego radcy stanu. W 1919 r. wyemigrował do Francji. W Paryżu brał udział w zebraniu byłych członków Dumy Państwowej. Ponadto kierował tymczasowym biurem Rosyjskiego Komitetu Parlamentarnego. W 1920 r. przybył do Warszawy, gdzie został przewodniczącym Rosyjskiego Komitetu Emigracyjnego. Jednocześnie wchodził w skład kierownictwa Rady Cerkiewnej. W 1922 r. powrócił do Francji. Zamieszkał w Marsylii, gdzie objął funkcję specjalnego pełnomocnika Rosyjskiego Towarzystwa Czerwonego Krzyża. Jednocześnie przewodniczył miejscowemu oddziałowi tej organizacji.